# Enterrament de Jesús
|  | «Enterrament de Crist» redirigeix aquí. Vegeu-ne altres significats a «Enterrament de Crist (Miquel Àngel)». |

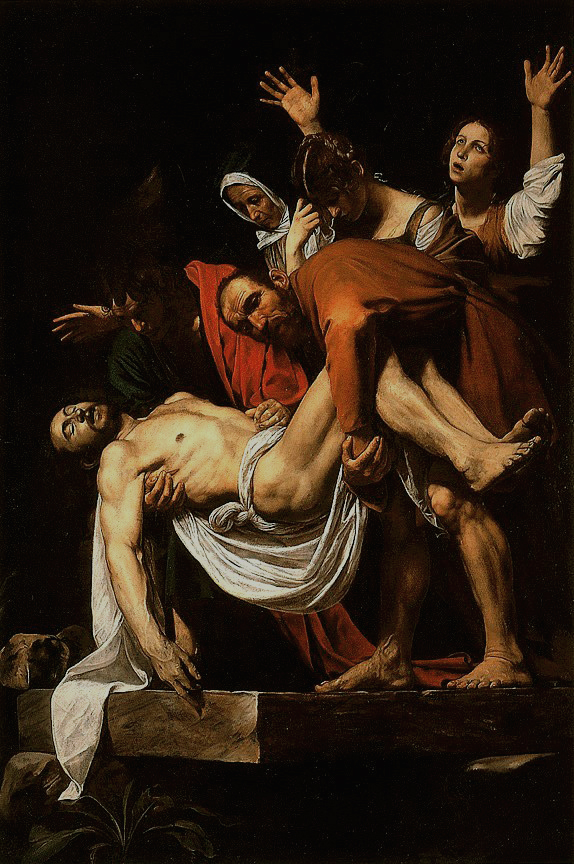
L'enterrament de Crist de Caravaggio

L'Enterrament de Crist o de Jesús és una de les estacions del Via Crucis que, després de la mort i el davallament de la creu, recull, segons l'evangeli, la col·locació del cos de Crist en una tomba que pertanyia a Josep d'Arimatea. Els quatre cànons bíblics manifesten que, al vespre de la Crucifixió, Josep d'Arimatea va demanar el cos de Jesús a Pilat i, després que aquest accedís a la seva petició, va davallar Crist de la Creu, el va embolicar en roba de fil i el va dipositar en una tomba. Joan descriu que Nicodem va ajudar Josep en l'enterrament, i que portava una barreja de mirra i d'àloes que varen estendre al llenç d'enterrament segons els costums jueus. A Mateu 27:66 s'esmenta que "varen assegurar la tomba segellant-la amb una pedra i apostant-hi un guarda."

## Importància teològica
Sant Pau va incloure l'enterrament a la seva narració de l'evangeli als versos 3 i 4 de la primera Epístola als Corintis, 15: "Primer de tot us vaig transmetre el mateix ensenyament que jo havia rebut: Crist morí pels nostres pecats, com deien ja les Escriptures, i fou sepultat; ressuscità el tercer dia, com deien ja les Escriptures".
L'enterrament de Crist s'esmenta específicament al Credo dels Apòstols, on es diu que Jesús "fou crucificat, mort i enterrat." El catecisme de Heidelberg demana "per què va ser enterrat?" i respon que "el seu enterrament testificava que realment havia mort".

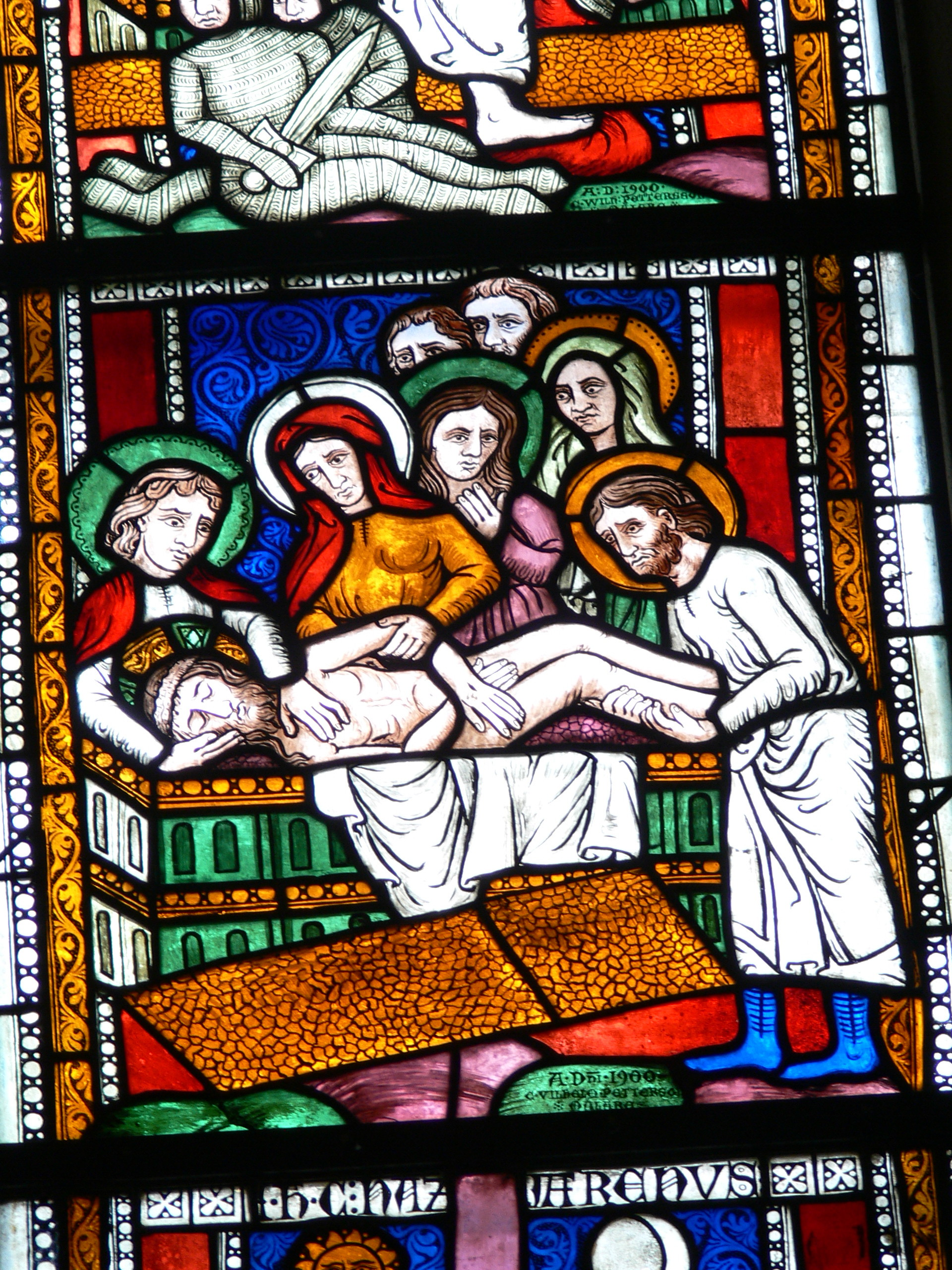
Una versió del de l'Enterrament de Crist en un vitrall

El catecisme de l'església Catòlica manifesta que "és el misteri de Dissabte Sant, quan Crist, estirat a la tomba, revela un gran repòs sabàtic de Déu després de completar la salvació de l'home, que porta la pau a l'univers sencer" i "el pas de Crist per la tomba constitueix l'enllaç real entre el seu estat de passió previ a la Pasqua i el seu estat gloriós després de la resurrecció".

## L'escena en el món de l'art
L'enterrament de Crist ha estat un tema popular en el món de l'art i es va desenvolupar a l'Europa occidental al segle x. Apareix en els cicles de la Vida de Crist, on segueix el Davallament o la Lamentació. Des del Renaixement, s'ha combinat de vegades amb un d'aquests. En són exemples notables el Tríptic de l'enterrament de Crist del Mestre de Flémalle, l'Enterrament de Crist de Miquel Àngel, o, a casa nostra, El Sant Enterrament de Martín Díez de Liatzasolo.

## Ús en els himnes religiosos
En el món anglosaxó, l'espiritual negre Where You There? ('Eres allà?') conté un vers on diu: "Eres allà quan Ell reposava a la tomba?", mentre que la nadala We Three Kings ('Nosaltres, els tres Reis') inclou el vers:
La mirra és meva, el seu perfum amarg

Respira una vida de foscor de reunió;

Pating, sospirant, sagnant, morint,

Segellat a la fred tomba de pedra.